# Mathias Fischedick

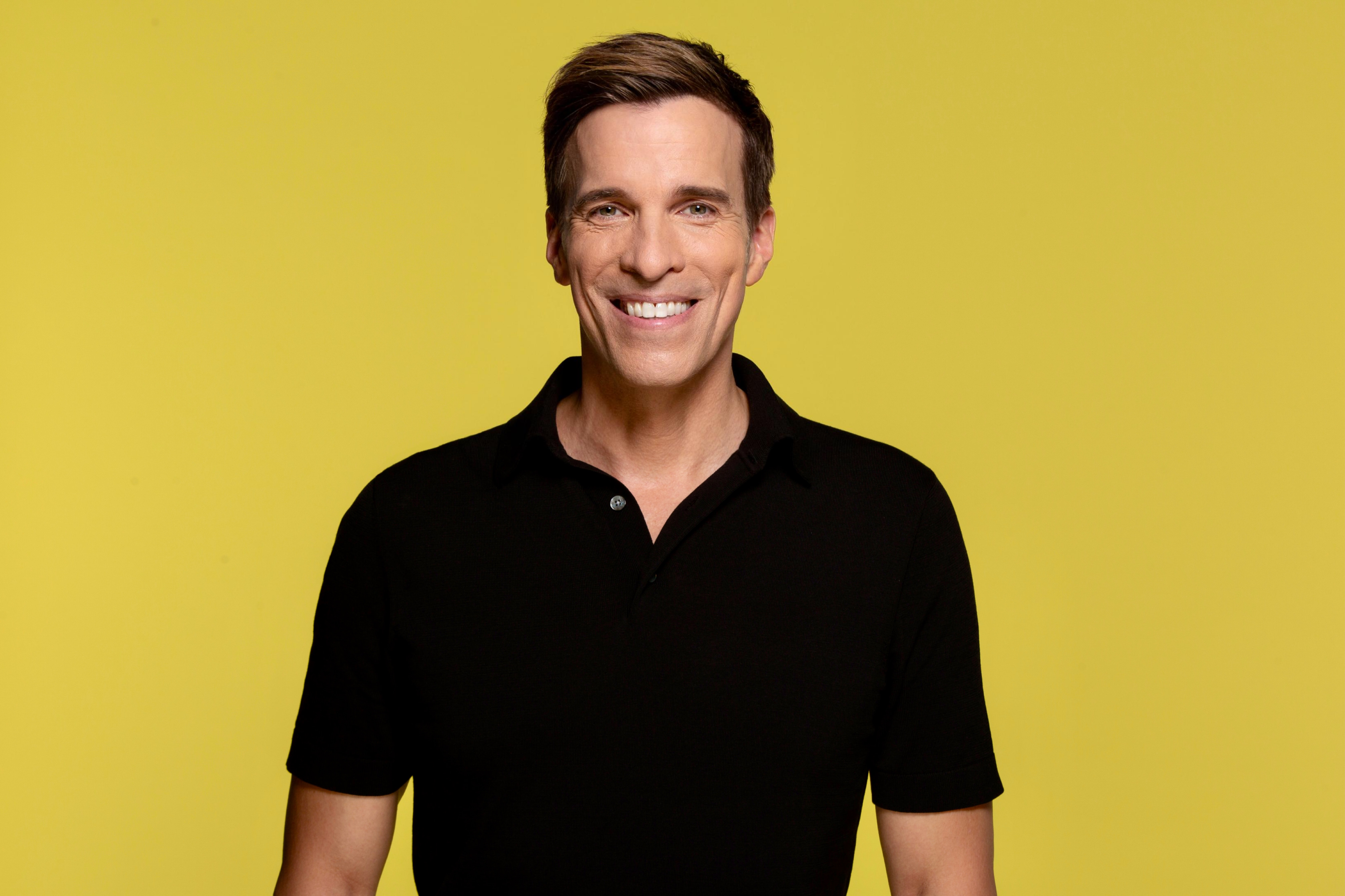
Mathias Fischedick (2024)

Mathias Fischedick (* 1970 in Essen) ist ein deutscher Fernsehproduzent, Regisseur, Hörfunkmoderator und Autor von Ratgeberliteratur.

## Leben und Wirken
Fischedick wurde 1970 in Essen als Sohn der Schauspielerin Karyn von Ostholt geboren. Er absolvierte 1990 das Abitur am Konrad-Adenauer-Gymnasium. Nach dem Zivildienst arbeitete er als Regieassistent u. a. am Bonner Contra-Kreis-Theater und am Kleinen Theater in Bad Godesberg, bevor er ein Studium im Bereich Medien in Köln begann.
Nach seinem Studium arbeitete Fischedick zunächst für die Frank-Elstner-Show Jeopardy! als Redaktionsassistent. Anschließend war er als Regisseur für den RTL Disney Club sowie weitere Disney-Formate tätig und verantwortete als Producer verschiedene Fernsehsendungen, darunter Deal or No Deal – Die Show der Glücksspirale und die erste Staffel von Das Supertalent. Zudem wirkte er an weiteren Unterhaltungsshows mit, unter anderem bei The next Uri Geller – Unglaubliche Phänomene Live, wo er als Magic Consultant beratend tätig war.
2015 trat Fischedick als Karriere-Coach im RTL2-Format Mein Traumjob auf. 2017 war er Teil des SZ-Expertenforums der Süddeutschen Zeitung.
Seit Ende der 2000er-Jahre arbeitet Fischedick als Leadership Coach, Keynote Speaker und Autor. Er begleitet Führungskräfte und Teams in Veränderungsprozessen und hält Vorträge zu Themen wie Selbstverantwortung, Motivation, Zusammenarbeit und moderne Führung.
Fischedick wurde als Experte für moderne Führung, Zusammenarbeit und Selbstführung bei Spiegel Online, Sat.1, Süddeutsche Zeitung, Zeit Online und Capital zitiert. Im Spiegel-Podcast Smarter leben sowie in Interviews bei Karriereportalen spricht er über Stressbewältigung, Selbstmanagement und Teamdynamik.
Sein Buch Wer es leicht nimmt, hat es leichter erreichte 2014 die Spiegel-Bestsellerliste in der Kategorie Ratgeber – Leben & Gesundheit.
Seit 2017 ist Fischedick Sprecher und Co-Produzent der Radioserie Überleben unter Kollegen und tourt mit einem Bühnenprogramm zum gleichnamigen Buch.
Fischedick lebt in Köln.

## Veröffentlichungen
- Mehr schaffen, ohne geschafft zu sein: Mit der Powerstrategie zu mehr Ausgeglichenheit und Erfolg. Piper Verlag, 2021, ISBN 978-3-492-31772-6.
- Überleben unter Kollegen: Wie die Zusammenarbeit mit Nervensägen gelingt. Piper Verlag, 2018, ISBN 978-3-492-31325-4.
- Wer es leicht nimmt, hat es leichter: Wie wir endlich aufhören, uns selbst im Weg zu stehen. Piper Verlag, 2014, ISBN 978-3-492-30513-6.
- Du bist Magie: Die unglaublichen Fähigkeiten unseres Körpers. Rowohlt Verlag, 2010, ISBN 978-3-499-62695-1.